# سرمایش باریکه ذرات
سرمایش باریکه ذرات عملکردی برای همسان سازی انرژی ذرات در داخل شتاب دهنده ذرات است. این روش عمدتاً در حلقه‌های ذخیره و به‌ویژه بر باریکه‌های یون‌های سنگین و پروتون‌ها اعمال می‌شود. این عملکرد نقش بسیار مهمی در فیزیک ذرات بنیادی و فیزیک هسته‌ای آزمایشگاهی ایفا می‌کند.

## روش‌های متداول
در حال حاضر می‌توان روش‌های زیر را نام برد:
- سرمایش الکترونی[۲]
- سرمایش تصادفی[۳]
- سرمایش لیزری[۴]